# Cabo Frio
Cabo Frio és una ciutat de l'estat brasiler de Rio de Janeiro. La seva població és 186.277 habitants segons el cens de 2010. Seva superfície total és 400,7 km².

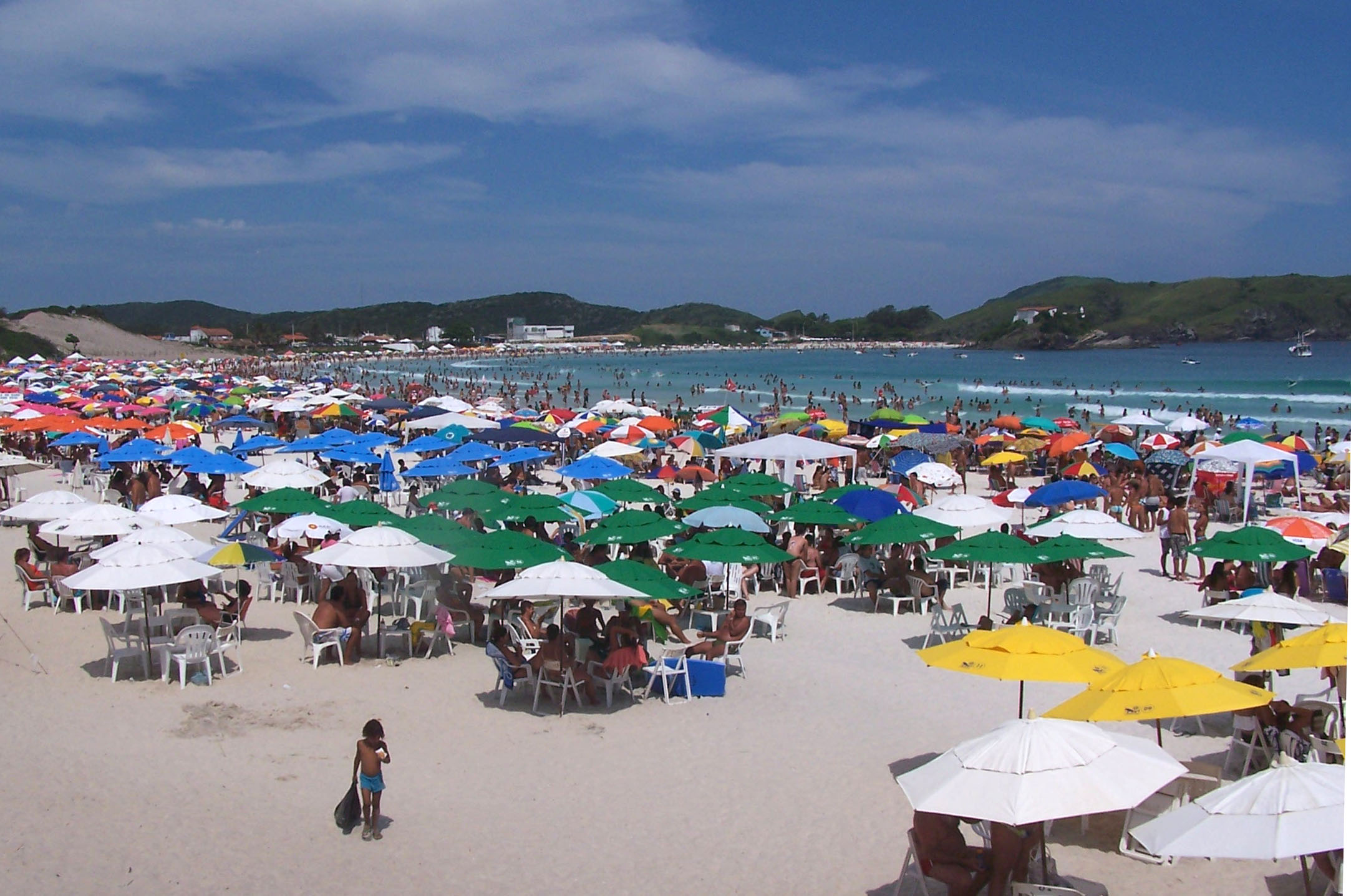
Platja del Forte, a Cabo Frio